# Dudácká muzika

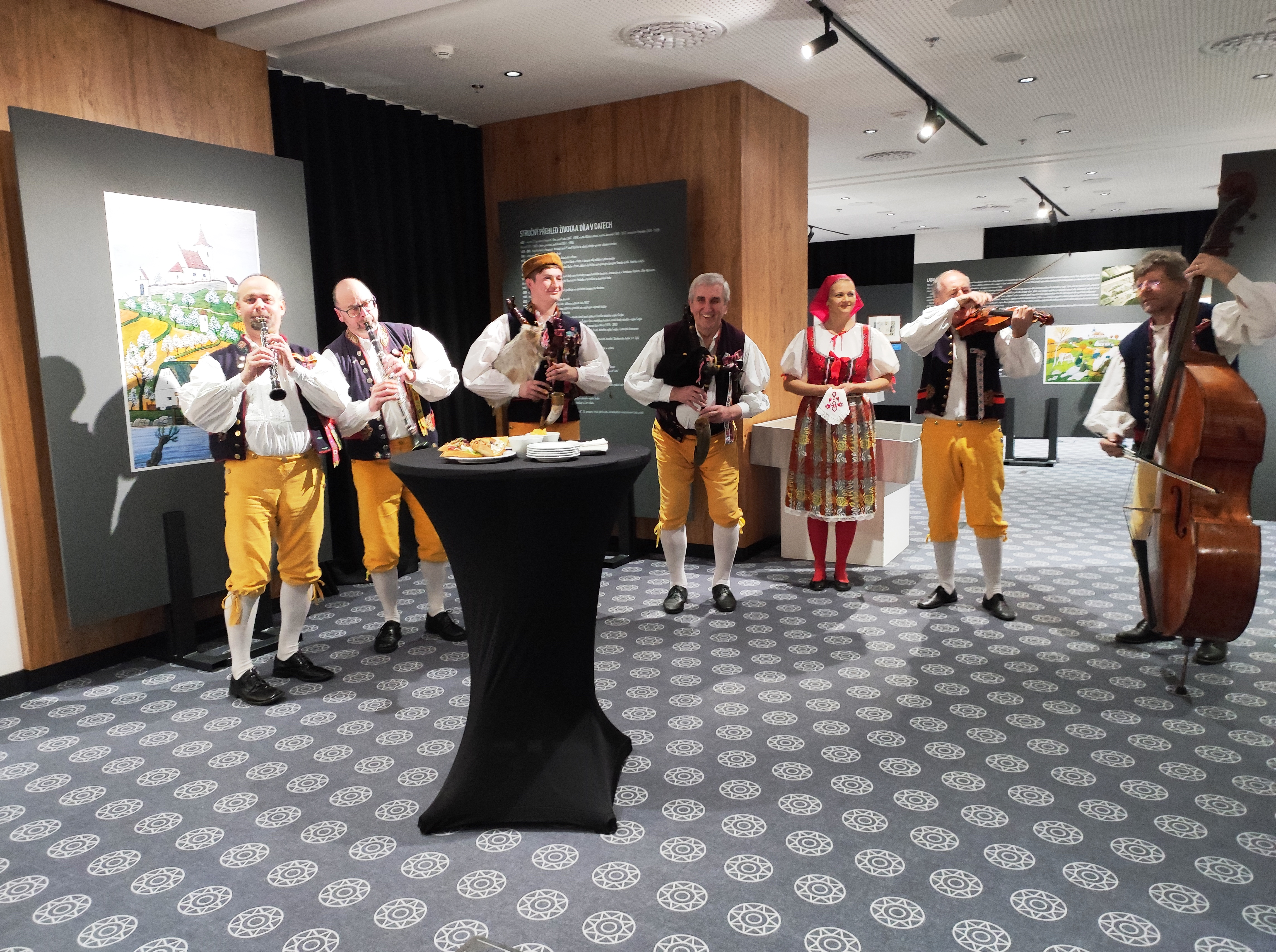
Konrádyho dudácká muzika z Domažlic

Dudácká muzika je typickým projevem lidové hudby jižních až západních Čech. Za hlavní centra dudácké muziky jsou považována města Strakonice (národopisná oblast Prácheňsko) a Domažlice (Chodsko). Dudácké muziky zpracovávají folklor své národopisné oblasti a vystupují v krojích reprezentujících tuto oblast.

## Nástroje dudácké muziky
Nejdůležitějším nástrojem jsou dudy (v chodském nářečí též pukl). Ladění českých dud je ustáleno na Es-dur. 
Klarinety (štěbence) bývají dva. Es klarinet hraje první hlas a B klarinet druhý. Klarinet určuje kvalitu dudácké muziky. 
Smyčcová sekce muziky bývá obsazena několika houslemi a kontrabasem. Kontrabas a přiznávkové (kontrové) housle vytvářejí základní rytmický doprovod melodie. 
Doplňující rytmické lidové nástroje jsou vozembouch a fanfrnoch.

## Sestava dudácké muziky
- Malá selská muzika: Es klarinet, dudy, housle.
- Velká selská muzika: Es klarinet, B klarinet, dudy, housle.
- Malá dudácká muzika: Es klarinet, B klarinet, 1-2 dudy, housle, kontrabas.
- Velká dudácká muzika: Es klarinet, B klarinet, 2 dudy, 2-3 housle a kontrabas, případně viola.

## Dudácké soubory
- Prácheňský soubor, Strakonice[1][2]
- Mladá dudácká muzika, Strakonice[3][4]
- Konrádyho dudácká muzika, Domažlice[5]
- Pošumavská dudácká muzika, Čkyně
- Malá tejnská dudácká muzika, Horšovský Týn[6]